# Gelis notabilis
Gelis notabilis är en stekelart som först beskrevs av Forster 1850.  Gelis notabilis ingår i släktet Gelis och familjen brokparasitsteklar. Inga underarter finns listade i Catalogue of Life.